# Den Gamle By

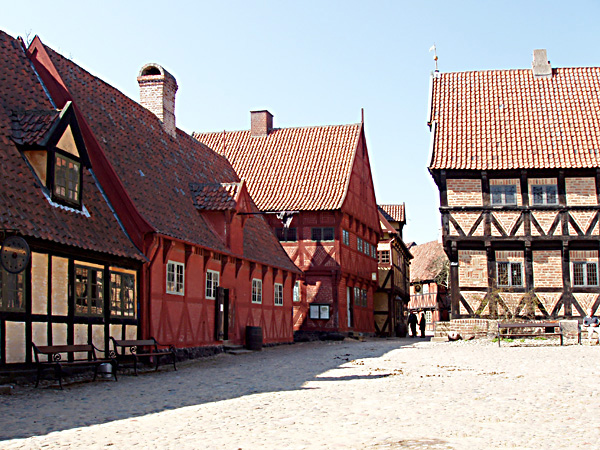
Plac w Den Gamle By, Aarhus, Dania.

Den Gamle By, dosł. „Stare Miasto” – skansen miejski zlokalizowany w ogrodach botanicznych w Aarhus w Danii. Muzeum zostało otwarte w 1914 roku jako pierwsze na świecie muzeum tego typu, skupiające się raczej na kulturze miejskiej niż wiejskiej i do dziś pozostaje jednym z niewielu najwyżej ocenianych duńskich muzeów poza Kopenhagą. Obsługuje około 355 000 odwiedzających rocznie.
Dziś muzeum składa się z 75 historycznych budynków zebranych z 20 miast ze wszystkich części kraju. Aranżacja sama w sobie jest atrakcją, ale większość budynków jest otwarta dla zwiedzających; pokoje są urządzone w oryginalnym stylu lub zorganizowane w większe wystawy o różnej tematyce.
Budynki muzealne są zorganizowane w małym miasteczku o konstrukcji szachulcowej, wzniesione pierwotnie między rokiem 1550 a końcem XIX wieku w różnych częściach kraju, a później w XX wieku przeniesione do Aarhus. W sumie jest tam 27 pokoi, izb lub kuchni, 34 warsztaty, 10 sklepów, 5 historycznych ogrodów, poczta, urząd celny, szkoła i teatr. Istnieje kilka sklepów z artykułami spożywczymi, jadłodajnie i warsztaty rozproszone po całym mieście z pracownikami muzeum odgrywającymi role obywateli miejskich, np. kupca, kowala.

## Historia
W 1914 r. Den Gamle By zostało po raz pierwszy otwarte dla zwiedzających pod nazwą Den gamle Borgmestergaard (pol. Stary Dom Burmistrza). Oprócz domu burmistrza w stylu renesansowym znajdował się tam mały pawilon ogrodowy i duży, wszystkie oryginalnie pochodzące z miasta Aarhus. W ciągu następnego półwiecza muzeum powoli powiększano, dzięki kolejnym budynkom z kilku innych części kraju.
Zabytkowy dom burmistrza Aarhus nie był już używany w 1908 roku i postanowiono go zburzyć, jednak Peter Holm (1873–1950), miejscowy nauczyciel i tłumacz, zdążył przed zniszczeniem rozebrać nieruchomość do późniejszego wykorzystania. Zabudowa została zdemontowana, a rok później została zaprezentowana na Duńskiej Wystawie Narodowej (pod tytułem Borgmestergården), która odbyła się w 1909 r. w Aarhus.
Prawie piętnaście lat później, w 1923 r., Muzeum Narodowe powiadomiło, że duża rezydencja handlowa w Aalborgu ma zostać zburzona. Peter Holm zebrał fundusze niezbędne do przeniesienia do Aarhus nieruchomości składającej się z ośmiu budynków. Budynki z Aalborga zostały ponownie zmontowane w pobliżu Starego Domu Burmistrza, a trzy lata po przeprowadzce pięć z nich zostało udostępnionych publiczności.
Peter Holm był dyrektorem muzeum przez 31 lat, od 1914 do swojej rezygnacji w 1945 roku. W tym okresie udało mu się uratować przed zniszczeniem około pięćdziesiąt zabytkowych budynków i zebrać fundusze, aby przenieść je i wznieść w Aarhus.
Den Gamle By zainspirowało podobne projekty w innych skandynawskich miastach. Zarówno Bergen w Norwegii, jak i Turku w Finlandii zbudowano podobne skanseny. Największe i najbardziej imponujące budynki to Dwór Mincerza z Kopenhagi (ok. 1683) i Dom Burmistrza z Aarhus (ok. 1597).
Muzeum buduje obecnie nową dzielnicę, w której będą zaprezentowane domy powstałe od lat 20. XX wieku. Dzielnica nosi nazwę Moderne By (pol. Współczesne Miasto).